# The Last of Us: American Dreams
The Last of Us: American Dreams (букв. с англ. — «Последние из нас: Американские мечты»), в России официально издаётся под названием «Одни из нас: Американские мечты», — ограниченная серия комиксов из четырёх выпусков от издательства Dark Horse Comics, созданная по мотивам компьютерной игры The Last of Us. За написание сюжета отвечали креактивный директор игры Нил Дракманн и веб-художница Фейт Эрин Хикс, которая также создавала иллюстрации к комиксу. Выпуски издавались с апреля по июнь 2013 года, а 30 октября 2013 года они были перевыпущены в формате сборника.
Подобно игре, события комиксов разворачиваются в постапокалиптических Соединённых Штатах Америки, захваченных зомби-подобными существами, заражёнными мутировавшим штаммом гриба кордицепса. Сюжет American Dreams предшествует игре и повествует о путешествии юной Элли и её встрече с другой юной выжившей Райли Абель. Дракманн выбрал Элли в качестве протагониста произведения из-за её интересной предыстории в постапокалиптическом мире. Хикс изъявила желание принять участие в проекте, когда узнала о роли героини в игре, так как сочла юную девушку нетипичным персонажем для игры в жанре survival horror. Хикс проиллюстрировала комикс в уникальном, отличном от игрового художественном стиле, чтобы подчеркнуть его значимость и ценность. 
American Dreams получил преимущественно положительные отзывы критиков: они высоко оценили творчество Дракманна, арки персонажей и простоту иллюстраций Хикс. Комикс имел коммерческий успех — из-за высокого спроса на первый выпуск серии представители Dark Horse Comics были вынуждены выпустить дополнительный тираж.

## История создания
Представители издательства Dark Horse Comics обратились к креативному директору The Last of Us Нилу Дракманну с предложением написать серию комиксов по мотивам игры. Изначально Дракманн отнёсся к этой идее скептически, но, в конечном итоге, согласился, придя к выводу, что Dark Horse «не хотели создавать какой-то второсортный» продукт и намеревались раскрыть созданную им вымышленную вселенную. Работа над American Dreams началась во время разработки игры, что позволило авторам обоих произведений связать их историю друг с другом. Дракманн предложил веб-художнице Фейт Эрин Хикс присоединится к проекту в качестве соавтора сценария после ознакомления с её предыдущей работой Friends with Boys, которая показалась ему «очень личной». Кроме того, Дракманн считал, что Хикс сможет отразить в комиксе «суровые» реалии игры. Получив предложение, Хикс отправила несколько концепт-артов в Dark Horse Comics; представители издательства оценили работу художницы и наняли её. Хикс заинтересовалась проектом после ознакомления с историей Элли: она посчитала Элли нетипичным персонажем для игры в жанре survival horror и охарактеризовала её как «трудную девочку-подростка, которая не была сексуализована и напоминала ей одного из своих коллег-мужчин». Разработчики The Last of Us предоставили художнице доступ к сценарию игры для большего понимания особенностей вымышленной вселенной. Также Хикс ознакомилась с видеозаписями со съёмочной площадки с участием актёров, благодаря которым у неё сформировалось лучшее представление о героях: «Наблюдая за взаимодействием этих персонажей я воспринимала их не как концепт-арты, а как реальных людей».
Изначально история Элли из American Dreams была частью сюжетной кампании The Last of Us, однако, в конечном итоге, разработчики исключили её из повествования. Когда представители Dark Horse Comics обратились к Дракманну с предложением создать комикс по мотивам игры, у креативного директора появилась возможность рассказать эту историю. Дракманн пришёл к выводу, что Элли идеально подходила на роль протагониста произведения из-за её интересной предыстории: в то время как подобные Джоэлу персонажи в целом жили мирно до начала эпидемии, Элли даже не имела представления о том, какой была жизнь до распространения вируса. Креативному директору показалась любопытной идея показать повседневность выживших в условиях постапокалипсиса. Хикс призналась, что ей понравилось работать над сюжетом к American Dreams, в частности над его юмористической составляющей. Дракманн разрешил ей придумать дизайн и личность Райли, а также написать большую часть её диалогов, в то время как сам сосредоточился на образе Элли. Хикс проиллюстрировала комикс в авторском, отличном от игрового художественном стиле, чтобы подчеркнуть его значимость и ценность. Она назвала этот стиль слегка «мультяшным», что отчасти было связано с юным возрастом Элли. «Если бы комиксы были гиперреалистичными и суперпрорисованными, я думаю, что мы бы не смогли рассказать задуманную нами историю должным образом» — заявила Хикс. При создании персонажа Энджела Найвса для второго выпуска Хикс вдохновлялась бойцами из игровой серии файтингов Mortal Kombat.
Релиз первого выпуска American Dreams состоялся 3 апреля 2013 года: из-за высокого спроса представители Dark Horse Comics были вынуждены выпустить дополнительный тираж 29 мая ; в этот же день в продажу поступил второй выпуск, в то время как 26 июня  и 31 июля состоялись выпуски оставшихся двух. Все четыре выпуска были переизданы в сборнике 30 октября 2013 года. 2 сентября 2022 года вышло переиздание Firefly Edition с новой обложкой Дэвида Блатта.

## Сюжет
По достижении 13 лет юная Элли переводится в расположенную в Бостонской карантинной зоне подготовительную военную школу, где в первый же учебный день на неё нападают несколько мальчиков, которые пытаются украсть её вещи. На помощь Элли приходит девочка по имени Райли Абель: она избивает одного из хулиганов, после чего он и его друзья убегают. Возмущённая поступком Абель Элли заявляет, что сама может постоять за себя. Затем Райли советует Элли бежать, однако та не успевает понять что к чему и попадает на воспитательную беседу к директору школы, который заставляет её отмывать бронеавтомобиль в качестве наказания. Вскоре девочка осознаёт, что Райли украла её Walkman и заставляет последнюю вернуть аудиоплеер. 
Ночью Элли застаёт Райли врасплох, когда та сбегает из школы и требует взять её с собой, на что та неохотно соглашается. Девочки отправляются в торговый центр, чтобы встретиться с другом Райли, Уинстоном. Пока Уинстон учит Элли верховой езде на лошади, Райли крадёт его рацию и узнаёт, что неподалёку под обстрелом находятся «Цикады» — члены повстанческой группы, противостоящей властям карантинной зоны. Элли и Райли достигают их местоположения и забрасывают военных дымовыми гранатами, чтобы дать «Цикадам» возможность скрыться. Когда военные обнаруживают их, девушки убегают в близлежащий переулок, где с трудом отбиваются от зомби-подобных существ, заражённых мутантским штаммом гриба кордицепса.
Вскоре девушек захватывают «Цикады»; лидер группы Марлин узнаёт Элли и требует, чтобы та вернулась в военную школу. Райли изъявляет присоединиться к «Цикадам», после чего между ней и Марлин завязывается спор, в процессе которого Марлин угрожает пристрелить девушку. Элли наставляет на Марлин пистолет и требует, чтобы та объяснила, откуда она знает о ней. Выясняется, что Марлин была знакома с её матерью и дала последней обещание позаботиться о девочке. Элли отдаёт пистолет обратно Марлин, которая обещает в будущем рассказать ей о её матери, после чего просит девушек уйти. По возвращении в карантинную зону Элли предлагает Райли убежать, однако та заявляет, что путь в никуда приведёт их к смерти. Некоторое время спустя, Элли изучает переданное Марлин письмо, которое мать написала ей перед смертью и рассматривает подаренный ею же складной нож.

## Восприятие
В своей рецензии на второй выпуск American Dreams Лонни Надлер из Bloody Disgusting заявил, что в комиксе не происходит ничего помимо развития двух героинь, а его сюжет развивается довольно предсказуемо, однако, после прочтения заключительного выпуска он похвалил Дракманна и Хикс за удачное окончание истории на драматичной ноте, которое хорошо вписывается в постпандемический сеттинг The Last of Us. По мнению Джесси Шедина из IGN, авторы намеревались должным образом раскрыть вымышленную вселенную и её персонажей, но при этом для прочтения комикса не требовалось ознакомления с первоисточником. С другой стороны, поклонник оригинальной игры от Naughty Dog, другой популярной серии компании Uncharted и некоторых комиксов издательства Dark Horse Нейтан Батлер из Invisible Gamer посчитал, что American Dreams может заинтересовать только самых заядлых фанатов The Last of Us, в то время как другим читателям следует обойти этот комикс стороной.
Обозреватель SciFiNow Аласдэр Стюарт назвал стиль Хикс «выразительным и расслабляющим», а саму художницу — «одной из лучших в своём поколении». Джен Бозиер из Forbes пришла к выводу, что иллюстрации хорошо соотносятся с историей, а по мнению Шедина, благодаря ним комикс воспринимается как что-то «стильное и уникальное». Надлер назвал стиль художницы «довольно простоватым, но очень аккуратным», и «визуально выразительным, когда это необходимо», и сравнил его со стилем из «Скотта Пилигрим». Также Надлер похвалил Хикс за выбор «правильной палитры тёмных и мрачных оттенков» и «стабильно потрясающие» обложки. Дженнифер Ченг из Comic Book Resources также сочла выбранные художницей цвета подходящими для иллюстрации представленного в комиксе сеттинга. Питер Джубински из Geeks of Doom назвал изображение зомби «особенно душераздирающим», так как в их «обычно мёртвых глазах» можно разглядеть «боль и отчаяние».